# Georg Wilhelm Wolff von Gudenberg
Georg Wilhelm Freiherr Wolff von Gudenberg († 28. Juli 1726 in Münster) war Dompropst im Domkapitel Münster sowie Domherr in Speyer und Osnabrück.

## Leben

### Herkunft und Familie
Georg Wilhelm Wolff von Gudenberg wuchs als Sohn des Alhard Christian Wolff von Gudenberg zu Itter und der Ursula Elisabeth Maria von Knoblauch zu Hatzbach in der uralten hessischen Adelsfamilie Wolff von Gudenberg auf.

### Werdegang und Wirken
Am Collegium Germanicum in Rom studierte Georg Wilhelm von 1702 bis 1703. In Speyer erhielt er 1702 eine Dompräbende, auf die er noch im selben Jahre verzichtete und in Osnabrück präbendiert wurde. Hier wurde er auch am 31. Oktober 1703 emanzipiert. Drei Jahre später erhielt er in Münster eine Präbende und wurde hier aufgeschworen. Seine Wahl zum Dompropst fiel auf den 9. Dezember 1722. Im folgenden Jahr wurde er Präsident der münsterischen Hofkammer. Georg Wilhelm war im Besitz des Archidiakonats Billerbeck sowie der Obedienzen Ladbergen und Gassel minor.
Er blieb bis zu seinem Tode im Amt. Sein Nachfolger war Jobst Matthias von Twickel.